# Prism Award
Prism Award je ocenění udílené od roku 1997 americkou organizací Entertainment Industries Council. Oceňuje realistické zobrazování zneužívání drog, drogových závislostí a problematiky duševního zdraví ve filmu, televizi a další produkci populární kultury.

## Ocenění
Roky jsou uváděny dle data vyhlášení cen, ačkoli jsou ceny udílené vždy za tvorbu v předchozím kalendářním roce.

### Filmy
| Rok  | Celovečerní film                                                                                 | Celovečerní film                                                       | Celovečerní film                                                       | Celovečerní film                                                       | Herecký výkon v celovečerním filmu                          |
| Rok  | Zneužívání drog                                                                                  | Duševní zdraví                                                         | Mainstreamový                                                          | Alternativní                                                           | Herecký výkon v celovečerním filmu                          |
| ---- | ------------------------------------------------------------------------------------------------ | ---------------------------------------------------------------------- | ---------------------------------------------------------------------- | ---------------------------------------------------------------------- | ----------------------------------------------------------- |
| 1998 | Za branami pekla / Gridlock'd (r. Vondie Curtis-Hall)                                            | Za branami pekla / Gridlock'd (r. Vondie Curtis-Hall)                  | Za branami pekla / Gridlock'd (r. Vondie Curtis-Hall)                  | Za branami pekla / Gridlock'd (r. Vondie Curtis-Hall)                  | —                                                           |
| 1999 | Život v deltě / Down in the Delta (r. Maya Angelou)                                              | Život v deltě / Down in the Delta (r. Maya Angelou)                    | Život v deltě / Down in the Delta (r. Maya Angelou)                    | Život v deltě / Down in the Delta (r. Maya Angelou)                    | —                                                           |
| 2000 | Insider: Muž, který věděl příliš mnoho / The Insider (r. Michael Mann)                           | Insider: Muž, který věděl příliš mnoho / The Insider (r. Michael Mann) | Insider: Muž, který věděl příliš mnoho / The Insider (r. Michael Mann) | Insider: Muž, který věděl příliš mnoho / The Insider (r. Michael Mann) | —                                                           |
| 2001 | Traffic – nadvláda gangů / Traffic (r. Steven Soderbergh)                                        | Traffic – nadvláda gangů / Traffic (r. Steven Soderbergh)              | Traffic – nadvláda gangů / Traffic (r. Steven Soderbergh)              | Traffic – nadvláda gangů / Traffic (r. Steven Soderbergh)              | —                                                           |
| 2002 | Kokain / Blow (r. Ted Demme)                                                                     | Kokain / Blow (r. Ted Demme)                                           | Kokain / Blow (r. Ted Demme)                                           | Kokain / Blow (r. Ted Demme)                                           | —                                                           |
| 2003 | Rudé kůže / Skins (r. Chris Eyre)                                                                | Rudé kůže / Skins (r. Chris Eyre)                                      | Rudé kůže / Skins (r. Chris Eyre)                                      | Rudé kůže / Skins (r. Chris Eyre)                                      | Val Kilmer v Salton Sea                                     |
| 2004 | Město bohů / City of God (r. Fernando Meirelles a Kátia Lund)                                    | Město bohů / City of God (r. Fernando Meirelles a Kátia Lund)          | Město bohů / City of God (r. Fernando Meirelles a Kátia Lund)          | Město bohů / City of God (r. Fernando Meirelles a Kátia Lund)          | Evan Rachel Woodová v Třináctka / Thirteen                  |
| 2005 | —                                                                                                | —                                                                      | Ray (r. Taylor Hackford)                                               | Píseň lásky samotářky / A Love Song for Bobby Long (r. Shainee Gabel)  | Jamie Foxx v Ray                                            |
| 2006 | —                                                                                                | —                                                                      | Walk the Line (r. James Mangold)                                       | Pure (r. Jim Donovan) a Down to the Bone (r. Debra Granik)             | —                                                           |
| 2007 | —                                                                                                | —                                                                      | Děkujeme, že kouříte Thank You for Smoking (r. Jason Reitman)          | Sherrybaby (r. Laurie Collyer)                                         | —                                                           |
| 2008 | —                                                                                                | —                                                                      | Vlastní pravidla / Georgia Rule (r. Garry Marshall)                    | Deník zabijáka / You Kill Me (r. John Dahl)                            | Casey Affleck v Gone, Baby, Gone                            |
| 2009 | Rachel se vdává / Rachel Getting Married (r. Jonathan Demme) a Rolling (r. Billy Samoa Saleebey) | Ve službách války / Stop-Loss (r. Kimberly Peirce)                     | —                                                                      | —                                                                      | Anne Hathawayová v Rachel se vdává / Rachel Getting Married |
| 2010 | Crazy Heart (r. Scott Cooper)                                                                    | Sólista / The Soloist (r. Joe Wright)                                  | —                                                                      | —                                                                      | Jeff Bridges a Maggie Gyllenhaal v Crazy Heart              |
| 2011 | Fighter / The Fighter (r. David O. Russell)                                                      | Černá labuť / Black Swan (r. Darren Aronofsky)                         | —                                                                      | —                                                                      | Halle Berryová v Frankie and Alice                          |
| 2012 | Warrior (r. Greg O'Connor)                                                                       | Take Shelter (r. Jeff Nichols)                                         | —                                                                      | —                                                                      | Russell Brand v Arthur                                      |
| 2013 | Let / Flight (r. Robert Zemeckis)                                                                | Terapie láskou / Silver Linings Playbook (r. David O. Russell)         | —                                                                      | —                                                                      | Linda Cardellini v Return                                   |
| 2014 | Kouzlo přítomného okamžiku / The Spectacular Now (r. James Ponsoldt)                             | Home (r. Jono Oliver)                                                  | —                                                                      | —                                                                      | Julia Robertsová v Blízko od sebe / August: Osage County    |

### Komediální seriály
| Rok  | Komediální seriál: díl nebo vícedílný příběh                                         | Komediální seriál: díl nebo vícedílný příběh                                         | Komediální seriál: epizoda                                             | Komediální seriál: vícedílný příběh                                                                | Herecký výkon v komediálním seriálu                                    |
| Rok  | Zneužívání drog                                                                      | Duševní zdraví                                                                       | Komediální seriál: epizoda                                             | Komediální seriál: vícedílný příběh                                                                | Herecký výkon v komediálním seriálu                                    |
| ---- | ------------------------------------------------------------------------------------ | ------------------------------------------------------------------------------------ | ---------------------------------------------------------------------- | -------------------------------------------------------------------------------------------------- | ---------------------------------------------------------------------- |
| 1999 | —                                                                                    | —                                                                                    | Studio sport / Sports Night – díl „The Apology“ (ABC)                  | —                                                                                                  | —                                                                      |
| 2000 | —                                                                                    | —                                                                                    | Smart Guy – díl „Never Too Young“ (WB)                                 | Správná Susan / Suddenly Susan – 5., 9. a 14.-16. díl. 3. řady (NBC)                               | —                                                                      |
| 2001 | —                                                                                    | —                                                                                    | Cosby – díl „Raising Paranoia“ (CBS)                                   | Sex ve městě / Sex and the City – přestávání s kouřením, 5. a 9.-12. díl 3. řady (HBO)             | —                                                                      |
| 2002 | —                                                                                    | —                                                                                    | My Wife and Kids – díl „Grassy Knoll“ (ABC)                            | —                                                                                                  | —                                                                      |
| 2003 | —                                                                                    | —                                                                                    | Ano, drahoušku / Yes, Dear – díl „Jimmy Saves the Day“ (Fox/CBS)       | The Bernie Mac Show – díly „Sweet Home Chicago, Parts 1&2“ (Fox)                                   | Bernie Mac v The Bernie Mac Show' (Fox)                                |
| 2004 | —                                                                                    | —                                                                                    | Girlfriends – díl „Blood is Thicker Than Liquor“ (Paramount)           | Becker – díl „Thank You For Not Smoking“ (Paramount)                                               | Reba v Deník zasloužilé matky / Reba (Warner Bros.)                    |
| 2005 | —                                                                                    | —                                                                                    | One on One – díl „No More Wire Hangers“ (UPN)                          | Zoufalé manželky / Desperate Housewives – Lynettina závislost na ritalinu, 6.-8. díl 1. řady (ABC) | Katey Sagal v 8 Simple Rules... for Dating My Teenage Daughter (ABC)   |
| 2006 | —                                                                                    | —                                                                                    | Saturday Night Live – díl „Good Morning Meth“ (NBC)                    | Deník zasloužilé matky / Reba – díly 90-92 a 97 (Warner Bros.)                                     | Georgia Engel v Raymonda má každý rád / Everybody Loves Raymond (CBS)  |
| 2007 | —                                                                                    | —                                                                                    | Griffinovi / Family Guy – díl „Deep Throats“                           | Zoufalé manželky / Desperate Housewives – Breein alkoholismus, 11.-19. díl 2. řady (ABC)           | Judith Light v Ošklivka Betty / Ugly Betty                             |
| 2008 | —                                                                                    | —                                                                                    | Simpsonovi / The Simpsons – díl „Hoří!“ / „Crook and Ladder“ (Fox)     | Tyler Perry's House of Payne – 3.-4. a 7.-9. díl 1. řady (TBS)                                     | James Denton v Zoufalé manželky / Desperate Housewives                 |
| 2009 | —                                                                                    | —                                                                                    | Tatík Hill a spol. / King of the Hill – díl „Dia-BILL-ick Shock“ (Fox) | Kancl / The Office – díly 68 a 71-75 (NBC)                                                         | Dana Delany v Zoufalé manželky / Desperate Housewives                  |
| 2010 | Jak jsem poznal vaši matku / How I Met Your Mother – díl „Last Cigarette Ever“ (CBS) | Jak jsem poznal vaši matku / How I Met Your Mother – díl „Last Cigarette Ever“ (CBS) | —                                                                      | —                                                                                                  | Hector Elizondo a Tony Shalhoub v Můj přítel Monk / Monk (USA Network) |
| 2011 | V těle boubelky / Drop Dead Diva – díl „Senti-Mental Journey“ (Lifetime)             | V těle boubelky / Drop Dead Diva – díl „Senti-Mental Journey“ (Lifetime)             | —                                                                      | —                                                                                                  | Toni Collette v Tara a její svět / United States of Tara (Showtime)    |
| 2012 | Shameless – 1. řada (Showtime)                                                       | Glee – díl „Born This Way“ (Fox)                                                     | —                                                                      | —                                                                                                  | William H. Macy v Shameless (Showtime)                                 |
| 2013 | Sestřička Jackie / Nurse Jackie – 4. řada (Showtime)                                 | Go On – 1. řada (NBC)                                                                | —                                                                      | —                                                                                                  | —                                                                      |
| 2014 | Sestřička Jackie / Nurse Jackie – 5. řada (Showtime)                                 | Sestřička Jackie / Nurse Jackie – 5. řada (Showtime)                                 | —                                                                      | —                                                                                                  | Allison Janney v Mom (CBS)                                             |

### Dramatické seriály
| Rok  | Dramatický seriál: epizoda | Dramatický seriál: epizoda | Herecký výkon v epizodě dramatického seriálu                                                         | Dramatický seriál: vícedílný příběh                                                            | Dramatický seriál: vícedílný příběh                                                  | Herecký výkon ve vícedílném příběhu dramatického seriálu                   | Herecký výkon ve vícedílném příběhu dramatického seriálu                   | Odpolední dramatický seriál („mýdlová opera“)                                              |
| Rok  | Zneužívání drog | Duševní zdraví | Herecký výkon v epizodě dramatického seriálu                                                         | Zneužívání drog                                                                                | Duševní zdraví                                                                       | Mužský                                                                     | Ženský                                                                     | Odpolední dramatický seriál („mýdlová opera“)                                              |
| ---- | --- | --- | --- | ---------------------------------------------------------------------------------------------- | ------------------------------------------------------------------------------------ | -------------------------------------------------------------------------- | -------------------------------------------------------------------------- | ------------------------------------------------------------------------------------------ |
| 1998 | Správná pětka / Party of Five – 19.-21. díl 3. řady (Fox) | Správná pětka / Party of Five – 19.-21. díl 3. řady (Fox) | — | —                                                                                              | —                                                                                    | —                                                                          | —                                                                          | —                                                                                          |
| 1999 | Promised Land – díl „Out of Bounds“ (CBS) | Promised Land – díl „Out of Bounds“ (CBS) | — | Pohotovost / ER – Chase Carter, díly 81-82, 85-86 a 89 (NBC)                                   | Pohotovost / ER – Chase Carter, díly 81-82, 85-86 a 89 (NBC)                         | —                                                                          | —                                                                          | —                                                                                          |
| 2000 | Druhá šance / Once and Again – díl „Outside Hearts“ (ABC) | Druhá šance / Once and Again – díl „Outside Hearts“ (ABC) | — | Pohotovost / ER – Hathawayina volba, díly 117-120 (NBC)                                        | Pohotovost / ER – Hathawayina volba, díly 117-120 (NBC)                              | —                                                                          | —                                                                          | As the World Turns – 10927. díl (CBS)                                                      |
| 2001 | Třetí hlídka / Third Watch – díl „Know Thyself“ (NBC) | Třetí hlídka / Third Watch – díl „Know Thyself“ (NBC) | — | Pohotovost / ER – Carterova závislost, díly 126-129, 131-132 a 134-138 (NBC)                   | Pohotovost / ER – Carterova závislost, díly 126-129, 131-132 a 134-138 (NBC)         | —                                                                          | —                                                                          | Tak jde čas / Days of Our Lives – fetální alkoholový syndrom, díly 8856, 8858 a 8861 (NBC) |
| 2002 | Strážkyně zákona / The Division – díl „Intervention“ (Lifetime)                                                                                               | Strážkyně zákona / The Division – díl „Intervention“ (Lifetime)                                                                                               | — | Třetí hlídka / Third Watch – Bobbyho úmrtí, 15. a 16. díl 2. řady (NBC)                        | Třetí hlídka / Third Watch – Bobbyho úmrtí, 15. a 16. díl 2. řady (NBC)              | —                                                                          | —                                                                          | All My Children – „Ecstasy and Agony: Laura's Trip“ (ABC)                                  |
| 2003 | Křižovatky medicíny / Strong Medicine – díl „Contraindications“ (Lifetime)                                                                                    | Křižovatky medicíny / Strong Medicine – díl „Contraindications“ (Lifetime)                                                                                    | Tim Matheson a John Spencer v Západní křídlo / The West Wing (NBC)                                   | Pohotovost / ER – Abbyin alkoholismus, díly 168, 176-177, 180, 182-183 a 186 (NBC)             | Pohotovost / ER – Abbyin alkoholismus, díly 168, 176-177, 180, 182-183 a 186 (NBC)   | Noah Wyle v Pohotovost / ER (NBC)                                          | Noah Wyle v Pohotovost / ER (NBC)                                          | Mladí a neklidní / The Young and the Restless – díly 7447 a 7450 (CBS)                     |
| 2004 | Zákon a pořádek: Útvar pro zvláštní oběti / Law & Order: Special Victims Unit – díl „Choice“ (NBC) a Advokáti / The Practice – díl „Down the Hatch“ (Fox/ABC) | Zákon a pořádek: Útvar pro zvláštní oběti / Law & Order: Special Victims Unit – díl „Choice“ (NBC) a Advokáti / The Practice – díl „Down the Hatch“ (Fox/ABC) | Dennis Franz v Policie New York / NYPD Blue (ABC)                                                    | Queer as Folk – Crystal Clear, 13.-14. díl 3. řady (Showtime)                                  | Queer as Folk – Crystal Clear, 13.-14. díl 3. řady (Showtime)                        | Peter Krause v Odpočívej v pokoji / Six Feet Under (HBO)                   | Peter Krause v Odpočívej v pokoji / Six Feet Under (HBO)                   | General Hospital – závislost Courtney na analgeticích (ABC)                                |
| 2005 | Pohotovost / ER (NBC) | Pohotovost / ER (NBC) | Ray Liotta v Pohotovost / ER (NBC)                                                                   | Ztraceni / Lost – 1.-2. a 6.-7. díl 1. řady (ABC)                                              | Ztraceni / Lost – 1.-2. a 6.-7. díl 1. řady (ABC)                                    | Christine Lahti v Jack and Bobby (WB)                                      | Christine Lahti v Jack and Bobby (WB)                                      | All My Children – Erica's Intervention, díly 8884, 8886 a 8887 (ABC)                       |
| 2006 | Beze stopy / Without a Trace – díl „Off the Tracks“ (CBS) | Beze stopy / Without a Trace – díl „Off the Tracks“ (CBS) | Kelly Rowan v O.C. / The O.C. (Fox)                                                                  | Jack and Bobby – 20.-21. díl (WB)                                                              | Jack and Bobby – 20.-21. díl (WB)                                                    | Lori Loughlin v Kalifornské léto / Summerland (WB)                         | Lori Loughlin v Kalifornské léto / Summerland (WB)                         | As the World Turns – Jennifeřina závislost na metamfetaminu (CBS)                          |
| 2007 | Pohotovost / ER – díl „Reason to Live“ (NBC) | Pohotovost / ER – díl „Reason to Live“ (NBC) | Mariska Hargitay Zákon a pořádek: Útvar pro zvláštní oběti / Law & Order: Special Victims Unit (NBC) | Dr. House / House – Houseova závislost, 5.-6. a 9.-10. díl 3. řady (Fox)                       | Dr. House / House – Houseova závislost, 5.-6. a 9.-10. díl 3. řady (Fox)             | René Auberjonois a Jayne Brook v Kauzy z Bostonu / Boston Legal (ABC)      | René Auberjonois a Jayne Brook v Kauzy z Bostonu / Boston Legal (ABC)      | All My Children – dějová linka JRova alkoholismu (ABC)                                     |
| 2008 | Chirurgové / Grey’s Anatomy – díl „Love/Addiction“ (ABC) | Chirurgové / Grey’s Anatomy – díl „Love/Addiction“ (ABC) | Ben Vereen v Chirurgové / Grey’s Anatomy                                                             | Pohotovost / ER – 4.-10. díl 14. řady (NBC)                                                    | Pohotovost / ER – 4.-10. díl 14. řady (NBC)                                          | Dave Annable a Sally Fieldová v Bratři a sestry / Brothers & Sisters (ABC) | Dave Annable a Sally Fieldová v Bratři a sestry / Brothers & Sisters (ABC) | One Life to Live (ABC)                                                                     |
| 2009 | Kauzy z Bostonu / Boston Legal – díl „Smoke Signals“ (ABC) | Zákon a pořádek: Útvar pro zvláštní oběti / Law & Order: Special Victims Unit – díl „Swing“ (NBC)                                                             | William Shatner v Kauzy z Bostonu / Boston Legal                                                     | Perníkový táta / Breaking Bad – 1. řada (AMC)                                                  | Perníkový táta / Breaking Bad – 1. řada (AMC)                                        | Benjamin Bratt v Uklízeč / The Cleaner (A&E)                               | Benjamin Bratt v Uklízeč / The Cleaner (A&E)                               | All My Children – dějová linka Chandlerova alkoholismu (ABC)                               |
| 2010 | Zákon a pořádek: Útvar pro zvláštní oběti / Law and Order: Special Victims Unit – díl „Hammered“ (NBC)                                                        | Zákon a pořádek / Law and Order – díl „Exchange“ (NBC) | Timothy Hutton v Dokonalý podraz / Leverage (TNT)                                                    | Perníkový táta / Breaking Bad – 2. řada (AMC)                                                  | Perníkový táta / Breaking Bad – 2. řada (AMC)                                        | Kevin McKidd v Chirurgové / Grey's Anatomy (ABC)                           | Kevin McKidd v Chirurgové / Grey's Anatomy (ABC)                           | One Life to Live – „Cole Thornhart: Breaking Point“ (ABC)                                  |
| 2011 | Mad Men – díl „The Suitcase“ (AMC) | Chirurgové / Grey's Anatomy – díl „Suicide is Painless“ (ABC)                                                                                                 | Tony Denison v Closer / The Closer (TNT)                                                             | Sestřička Jackie / Nurse Jackie – 2. řada (Showtime)                                           | Famílie / Parenthood – 1. a 2. řada (NBC)                                            | Aaron Paul v Perníkový táta / Breaking Bad (AMC)                           | KaDee Strickland v Private Practice (ABC)                                  | One Life to Live – „Hannah and Cole: Paying It Forward“ (ABC)                              |
| 2012 | Famílie / Parenthood – díl „Damage Control“ (NBC) | Castle na zabití / Castle – díl „Kill Shot“ (ABC) | Jon Huertas a Stana Katić v Castle na zabití / Castle (ABC)                                          | Policajti z L. A. / Southland – 5., 9. a 10. díl 3. řady (TNT)                                 | Famílie / Parenthood – Max, 11.-14. a 16.-22. díl 2. řady a 1.-11. díl 3. řady (NBC) | Craig T. Nelson v Famílie / Parenthood (NBC)                               | Caterina Scorsone v Private Practice (ABC)                                 | Tak jde čas / Days of Our Lives (NBC)                                                      |
| 2013 | Chicago Fire – „Professional Courtesy“ (NBC) | Famílie / Parenthood – díl „I'll Be Right Here“ (NBC) | Michael Cudlitz v Policajti z L. A. / Southland (TNT)                                                | American Horror Story: Asylum – 3., 5. a 7. díl 2. řady (Fox)                                  | Ve jménu vlasti / Homeland – 2. řada (Showtime)                                      | Mark Harmon v Námořní vyšetřovací služba / NCIS (CBS)                      | Katey Sagal v Zákon gangu / Sons of Anarchy (Fox)                          | Tak jde čas / Days of Our Lives – Alzheimer's (NBC)                                        |
| 2014 | Skandál / Scandal – díl „Snake in the Garden“ (ABC) | Spravedlnost v krvi / Blue Bloods – díl „Front Page News“ (CBS)                                                                                               | Will Estes v Spravedlnost v krvi / Blue Bloods (CBS)                                                 | Sherlock Holmes: Jak prosté / Elementary: Sherlock's Recovery – díly 15, 20, 23, 24 a 35 (CBS) | Famílie / Parenthood – díly 66, 73 a 77 (NBC)                                        | Justin Chambers v Chirurgové / Grey's Anatomy (ABC)                        | Chandra Wilsonová v Chirurgové / Grey's Anatomy (ABC)                      | Tak jde čas / Days of Our Lives – Bradyho závislost, díly 12225 a 12242-12244 (NBC)        |

### Televizní filmy a minisérie
| Rok  | TV film nebo minisérie                                                                                 | Herecký výkon v TV filmu nebo minisérii                                                                         |
| ---- | --- | --- |
| 1998 | The Accident: A Moment of Truth Movie (NBC)                                                            | — |
| 1999 | Floating Away                                                                                          | — |
| 2000 | Černá Carmen Dorothy Dandridge/ Introducing Dorothy Dandridge (HBO)                                    | — |
| 2001 | The Corner (HBO)                                                                                       | — |
| 2002 | Já a mé přízraky / Life with Judy Garland: Me and My Shadows (ABC)                                     | — |
| 2003 | Sjetý / Wasted (MTV)                                                                                   | Neve Campbellová v Poslední volání / Last Call                                                                  |
| 2004 | Na tenkém ledě / On Thin Ice (Lifetime)                                                                | Thora Birch a Kelly Lynch v Bez domova / Homeless to Harvard: The Liz Murray Story (Lifetime)                   |
| 2005 | Sestra i matka / Gracie's Choice (Lifetime)                                                            | Justine Waddell v Životní příběh Natalie Woodové / The Mystery of Natalie Wood (ABC)                            |
| 2006 | Behind the Camera: The Unauthorized Story of Mork and Mindy (NBC)                                      | S. Epatha Merkerson v Lackawanna Blues (HBO)                                                                    |
| 2007 | Nenapravitelná / Augusta, Gone (Lifetime) a Jsi jen naše / Our Very Own (Starz!)                       | Keith Carradine a Allison Janney v Jsi jen naše / Our Very Own (Starz!)                                         |
| 2008 | Životní poslání / Life Support (HBO)                                                                   | Andrea Bowen a Jennie Garth v Sex zabíjí / Girl, Positive (Lifetime)                                            |
| 2009 | Sybil (CBS)                                                                                            | Chandra Wilson v Accidental Friendship (Hallmark)                                                               |
| 2010 | Natalee Hollowayová / Natalee Holloway (Lifetime) a Modlitby za Bobbyho / Prayers for Bobby (Lifetime) | Rosie O'Donnell v America (Lifetime)                                                                            |
| 2011 | Když láska nestačí: Lois Wilson / When Love is Not Enough: The Lois Wilson Story (CBS)                 | Claire Danesová v Temple Grandinová / Temple Grandin (HBO)                                                      |
| 2012 | Expres na západ / The Sunset Limited (HBO)                                                             | Jennifer Morrisonová v Dlouhá cesta domů / Bringing Ashley Home (Lifetime) a Emily Osmentová v Cyberbully (ABC) |
| 2013 | Rozdvojená mysl / Of Two Minds (Lifetime)                                                              | — |
| 2014 | Pět příběhů šílenství / Call Me Crazy: A Five Film (Lifetime)                                          | Agnes Bruckner v Anna Nicole                                                                                    |

### Další televizní programy
| Rok  | Pořad pro děti                                                                              | Pořad pro děti                                                                              | Pořad pro mládež | Talk show: epizoda                                                                     | Reality show |
| Rok  | Hraný                                                                                       | Animovaný                                                                                   | Pořad pro mládež | Talk show: epizoda                                                                     | Reality show |
| ---- | ------------------------------------------------------------------------------------------- | ------------------------------------------------------------------------------------------- | --- | -------------------------------------------------------------------------------------- | --- |
| 1998 | Hang Time – díl „No Smoking“ (NBC)                                                          | Hang Time – díl „No Smoking“ (NBC)                                                          | — | The E! True Hollywood Story – „Corey Feldman“ (E!)                                     | — |
| 1999 | Hang Time – díl „High Hoops“ a One World – díl „Twelve Steps to Ben“                        | Neuvěřitelná dobrodružství Rudly a Koumáka / Pinky and the Brain – díl „Inherit the Wheeze“ | — | Leeza – díl „Special Report: Kids, Booze and Binges“ (Paramount)                       | E! True Hollywood Story – „Mackenzie Phillips“ (E!)                                                                              |
| 2000 | City Guys – díl „Raise the Roofie“ (NBC)                                                    | Batman budoucnosti / Batman Beyond – díl „The Winning Edge“ (Warner Bros.)                  | — | Leeza – díl „Back from the Brink: One Woman’s Journey“ (Paramount)                     | Tobacco Wars – díly „Lighting Up“, „Smokescreen“ a „Smoke Out“ (Discovery/BBC) a In the Mix – „Drug Abuse: Altered States“ (PBS) |
| 2001 | In a Heart Beat – díl „Friends Don't Let Friends“ (Disney)                                  | The Powerpuff Girls – „Mojo Jonesin'“ (Warner Bros.)                                        | — | The Montel Willams Show – díl „Deadly Party Drugs“ (Paramount)                         | — |
| 2002 | In the Mix – díl „Ecstasy“ (PBS)                                                            | In the Mix – díl „Ecstasy“ (PBS)                                                            | — | The Ananda Lewis Show – díl „Clearing the Air: Christy Turlington Talks About Smoking“ | — |
| 2003 | Ozzy and Drix – díl „Where There's Smoke“ (Warner Bros.)                                    | Ozzy and Drix – díl „Where There's Smoke“ (Warner Bros.)                                    | Flipped – díl „Smoking and Tobacco“ (MTV)                                                                                       | The Ricki Lake Show – díl „Ephedra: Miracle Supplement or Deadly Drug?“ (Sony)         | Judge Hatchett – díl „Carrie’s Out of Rehab“ (Sony)                                                                              |
| 2004 | Ozzy and Drix – díl „Auntie Histamine“ (Warner Bros.)                                       | Ozzy and Drix – díl „Auntie Histamine“ (Warner Bros.)                                       | MTV News Now – díl „Jack Osbourne: Back from Rehab“ (MTV)                                                                       | The John Walsh Show – díl „Prescription Addictions“ (NBC)                              | Maternity Ward: Life Changes – 12. díl (NYT TV/TLC)                                                                              |
| 2005 | —                                                                                           | —                                                                                           | — | Dr. Phil (CBS)                                                                         | — |
| 2006 | —                                                                                           | —                                                                                           | Focus on Lung Cancer (Channel One)                                                                                              | The Montel Williams Show – díl „Drug Abuse: Rebuilding a Family“ (CBS)                 | Breaking Bonaduce – díly „The Only Hope is Rehab“, „Rehab“ a „Getting Better“ (VH1)                                              |
| 2007 | —                                                                                           | —                                                                                           | Napsáno životem / True Life – díl „I'm Addicted to Crystal Meth“ (MTV)                                                          | Dr. Phil – díly „Addicted Twins Part 1–3“ (CBS)                                        | Závislosti / Intervention – 2. řada (A&E)                                                                                        |
| 2008 | That's So Raven – díl „Where There is Smoke“ (Disney)                                       | That's So Raven – díl „Where There is Smoke“ (Disney)                                       | Napsáno životem / True Life – díl „I'm Going to Rehab“, resp. „I Won't Love You to Death: The Story of Mario and His Mom“ (MTV) | The View (ABC)                                                                         | Závislosti / Intervention – 3. řada (A&E) a Keyshia Cole: The Way It Is – 2. díl (BET)                                           |
| 2009 | —                                                                                           | —                                                                                           | — | Dr. Phil (CBS)                                                                         | — |
| 2010 | Nick News with Linda Ellerbee – díl „Kids in Rehab“ (Nickelodeon)                           | Nick News with Linda Ellerbee – díl „Kids in Rehab“ (Nickelodeon)                           | Nick News with Linda Ellerbee – díl „Kids in Rehab“ (Nickelodeon)                                                               | Dr. Phil – díl „OCD“ (CBS)                                                             | The Celebrity Apprentice – díl „Episode 805“ (NBC)                                                                               |
| 2011 | Nick News with Linda Ellerbee – díl „Under the Influence: Kids of Alcoholics“ (Nickelodeon) | Nick News with Linda Ellerbee – díl „Under the Influence: Kids of Alcoholics“ (Nickelodeon) | Nick News with Linda Ellerbee – díl „Under the Influence: Kids of Alcoholics“ (Nickelodeon)                                     | Dr. Phil – díl „Brandon Intervention“ (CBS)                                            | Potrhané osudy / If You Really Knew Me – díl „Riverside High School“ (MTV)                                                       |
| 2012 | In the Mix – díl „Youth Against Meth… Not Even Once“ (PBS)                                  | In the Mix – díl „Youth Against Meth… Not Even Once“ (PBS)                                  | In the Mix – díl „Youth Against Meth… Not Even Once“ (PBS)                                                                      | Dr. Drew's Lifechangers – díl „Pill Popping“ (CW)                                      | Bad Sex – 1. řada (Logo) a Celebrity Rehab with Dr. Drew – 5. řada (VH1)                                                         |
| 2013 | Degrassi: The Next Generation (TeenNick)                                                    | Degrassi: The Next Generation (TeenNick)                                                    | Degrassi: The Next Generation (TeenNick)                                                                                        | Dr. Drew on Call – díl z 14. února 2012 (HLN)                                          | Rehab with Dr. Drew – 6. řada (VH1)                                                                                              |
| 2014 | Nick News with Linda Ellerbee – díl „Worried Sick: Living with Anxiety“ (Nickelodeon)       | Nick News with Linda Ellerbee – díl „Worried Sick: Living with Anxiety“ (Nickelodeon)       | Nick News with Linda Ellerbee – díl „Worried Sick: Living with Anxiety“ (Nickelodeon)                                           | The Doctors – díl „New Heroin Debate“ (CBS)                                            | Extreme Weight Loss – díl „Jami“ (ABC)                                                                                           |

### Dokumenty
| Rok  | Celovečerní dokumentární film               | Dokumentární pořad                                                         | Dokumentární pořad                                                         | Zpravodajský magazín | Biografický pořad                                                                             |
| Rok  | Celovečerní dokumentární film               | Zneužívání drog                                                            | Duševní zdraví                                                             | Zpravodajský magazín | Biografický pořad                                                                             |
| ---- | ------------------------------------------- | -------------------------------------------------------------------------- | -------------------------------------------------------------------------- | --- | --------------------------------------------------------------------------------------------- |
| 2001 | —                                           | Discovery Health Channel: Urges Within (BBC/Discovery)                     | Discovery Health Channel: Urges Within (BBC/Discovery)                     | Discovery Health Channel: Urges Within (BBC/Discovery)                                                                                    | Biography – díl „Dick Van Dyke: Put on a Happy Face“ (A&E)                                    |
| 2002 | —                                           | Napsáno životem / True Life – díl „I Can't Breathe“ (MTV)                  | Napsáno životem / True Life – díl „I Can't Breathe“ (MTV)                  | Napsáno životem / True Life – díl „I Can't Breathe“ (MTV)                                                                                 | Biography – díl „Charlie Sheen: Born to Be Wild“ (A&E)                                        |
| 2003 | —                                           | Sudden Impact – The Ripple Effects of Drunk Driving (NBC)                  | Sudden Impact – The Ripple Effects of Drunk Driving (NBC)                  | Sudden Impact – The Ripple Effects of Drunk Driving (NBC)                                                                                 | Behind the Music – díl „Aerosmith“ (VH1) a The E! True Hollywood Story – díl „Andy Dick“ (E!) |
| 2004 | —                                           | America Undercover – díl „Crank: Made in America“ (HBO)                    | America Undercover – díl „Crank: Made in America“ (HBO)                    | ESPN Sports Center – díl z 11. května 2003 (ESPN)                                                                                         | Revealed with Jules Asner – díl „Yasmine Bleeth“ (E!)                                         |
| 2005 | —                                           | —                                                                          | —                                                                          | — | Untold – díl „Darryl Strawberry“                                                              |
| 2006 | —                                           | 28 Days in Rehab – 1.-4. díl (Discovery)                                   | 28 Days in Rehab – 1.-4. díl (Discovery)                                   | World News Tonight – „Quit to Live“ (ABC)                                                                                                 | The E! True Hollywood Story – díl „Mary Tyler Moore“ (E!)                                     |
| 2007 | —                                           | Frontline – díl „The Meth Epidemic“ (PBS)                                  | Frontline – díl „The Meth Epidemic“ (PBS)                                  | Anderson Cooper 360° – alkoholismus, díly „The Science of Alcoholism“, „Alcohol at Work“, „Sober Housing“ a „Drinking and Drowning“ (CNN) | American Experience – díl „Eugene O’Neill“ (PBS)                                              |
| 2008 | —                                           | Závislost: Rozhovory / The Addiction Project – řada speciálních dílů (HBO) | Závislost: Rozhovory / The Addiction Project – řada speciálních dílů (HBO) | ESPN Outside the Lines – díl „Rod Beck“ (ESPN)                                                                                            | The E! True Hollywood Story – díl „The Osbournes“ (E!)                                        |
| 2009 | —                                           | —                                                                          | —                                                                          | — | —                                                                                             |
| 2010 | —                                           | Předvoj / Vanguard – díl „The OxyContin Express“ (Current TV)              | The Alzheimer's Project (HBO)                                              | ESPN Outside the Lines – díl „Tony Mandarich“ (ESPN)                                                                                      | Betty Ford: The Real Deal (PBS)                                                               |
| 2011 | —                                           | Addicted – díl „Jeremy“ (TLC)                                              | Wartorn: 1861-2010 (HBO)                                                   | E! Investigates – díl „Sbohem, živote“ / „Teen Suicide“ (E!)                                                                              | American Masters – díl „Merle Haggard: Learning to Live With Myself“ (PBS)                    |
| 2012 | —                                           | Předvoj / Vanguard – díl „Sex, Lies and Cigarettes“ (Current TV)           | E: 60 – „Scott Hall: The Wrestler“ (ESPN)                                  | — | —                                                                                             |
| 2013 | Of Two Minds (r. Douglas Blush, Lisa Klein) | Court McGee: Dead Man Fighting (ESPN)                                      | Demi Lovato: Stay Strong (MTV)                                             | — | —                                                                                             |
| 2014 | The Anonymous People (r. Greg Williams)     | Napsáno životem / True Life – díl „I'm Addicted to Pills“ (MTV)            | Life Continued: Defeating Depression (MTV)                                 | — | —                                                                                             |

### Internetové pořady
| Rok  | Původní internetový pořad | Herecký výkon v internetovém pořadu |
| ---- | ------------------------- | ----------------------------------- |
| 2014 | Lauren – 2. řada (Wigs)   | Troian Bellisario v Lauren (Wigs)   |

### Jiné
| Rok  | Obecně prospěšný projekt/kampaň          | Obecně prospěšný projekt/kampaň          | Hudební nahrávka či videoklip                                   | Hudební nahrávka či videoklip                                   | Komiks | Filmový festival                                         | Původní DVD / Videoprodukce                                               | Interaktivní média                          |
| Rok  | Televizní                                | Webový                                   | Nahrávka                                                        | Videoklip                                                       | Komiks | Filmový festival                                         | Původní DVD / Videoprodukce                                               | Interaktivní média                          |
| ---- | ---------------------------------------- | ---------------------------------------- | --------------------------------------------------------------- | --------------------------------------------------------------- | --- | -------------------------------------------------------- | ------------------------------------------------------------------------- | ------------------------------------------- |
| 1998 | ABC March Against Drugs (ABC)            | ABC March Against Drugs (ABC)            | —                                                               | —                                                               | — | —                                                        | —                                                                         | —                                           |
| 1999 | The More You Know                        | The More You Know                        | —                                                               | —                                                               | Carolin příběh – The Avengers ročník 3, č. 4-6, Iron Man ročník 3, č. 7, Captain America ročník 3, č. 8, Quicksilver č. 10, The Avengers ročník 3, č. 7, Iron Man ročník 3, č. 11-12 (Marvel Comics) | —                                                        | —                                                                         | —                                           |
| 2000 | NBC’s The More You Know (NBC)            | NBC’s The More You Know (NBC)            | —                                                               | —                                                               | Iron Man ročník 3, č. 24-25 – příběh Carol Danversové II (Marvel Comics) | —                                                        | —                                                                         | —                                           |
| 2001 | CBS Cares (CBS)                          | ABC Classroom Connection (ABC)           | —                                                               | —                                                               | The X-Men – „Cecilia Reyes“ (Marvel Comics) | —                                                        | —                                                                         | —                                           |
| 2002 | CBS Cares (CBS)                          | CBS Cares (CBS)                          | Ozzy Osbourne: „Junkie“                                         | Ozzy Osbourne: „Junkie“                                         | — | Acts of Worship a Smoke and Mirrors: A History of Denial | —                                                                         | —                                           |
| 2003 | AnimAction Team Awards                   | AnimAction Team Awards                   | Ivan Neville: „Ode to 5 a.m.“ a Kenny Chesney: „The Good Stuff“ | Ivan Neville: „Ode to 5 a.m.“ a Kenny Chesney: „The Good Stuff“ | Cat Woman č. 1, 6-9 (DC Comics) | Never Get Outta the Boat                                 | —                                                                         | —                                           |
| 2004 | AnimAction Team Awards                   | AnimAction Team Awards                   | Billy Currington: „Walk A Little Straighter“                    | Johnny Cash: „Hurt“ a Metallica: „Frantic“                      | — | Happy Hour                                               | I Don't Know Jack (Next Step Studios, Had to Be Made Films)               | —                                           |
| 2005 | The More You Know (NBC)                  | The More You Know (NBC)                  | Brad Paisley a Alison Krauss: klip „Whiskey Lullaby“            | Brad Paisley a Alison Krauss: klip „Whiskey Lullaby“            | — | Bright Leaves                                            | Relative Evil                                                             | —                                           |
| 2006 | CBS Cares (CBS)                          | CBS Cares (CBS)                          | Brad Paisley: „Alcohol“                                         | Brad Paisley: „Alcohol“                                         | — | Self-Medicated                                           | The Chuck Negron Story: Biography of an Entertainer (Delta Entertainment) | —                                           |
| 2007 | CBS Cares (CBS)                          | CBS Cares (CBS)                          | Three Days Grace: „Animal I Have Become“                        | Three Days Grace: „Animal I Have Become“                        | JSA Classified č. 17–18 (DC Comics) | Shelf Life                                               | Most High                                                                 | It's My Life (PBS)                          |
| 2008 | CBS Cares (CBS)                          | CBS Cares (CBS)                          | „Trail of Light“                                                | „Trail of Light“                                                | These Things Ain't Gonna Smoke Themselves (Bloomsbury USA) | Bobby Dogs                                               | Bevel Up: Drugs, Users and Outreach Nursing                               | SoberCafePodcast.com (Studio V Productions) |
| 2009 | —                                        | —                                        | —                                                               | —                                                               | — | —                                                        | —                                                                         | —                                           |
| 2010 | The Recovery Project (A&E Network)       | The Recovery Project (A&E Network)       | Half of Us: When I Can't Take It – „La Di Da“ (mtvU)            | Half of Us: When I Can't Take It – „La Di Da“ (mtvU)            | New Avengers: The Reunion (Marvel Entertainment) a Luna Park (Vertigo Comics / DC Comics) | —                                                        | —                                                                         | —                                           |
| 2011 | This Emotional Life (Vulcan Productions) | This Emotional Life (Vulcan Productions) | Richie Supa: „Last House on the Block“                          | Richie Supa: „Last House on the Block“                          | Greek Street č. 12-14 (Vertigo Comics) a Justice League: The Rise of Arsenal č. 1-4 (DC Comics) | —                                                        | Mississippi Damned (Morgan's Mark)                                        | —                                           |
| 2012 | Half of Us (mtvU)                        | Half of Us (mtvU)                        | Chris Rene: píseň „Young Homie“                                 | Chris Rene: píseň „Young Homie“                                 | — | —                                                        | —                                                                         | —                                           |
| 2013 | —                                        | —                                        | Macklemore: „Starting Over“                                     | Macklemore: „Starting Over“                                     | — | —                                                        | —                                                                         | —                                           |
| 2014 | Half of Us (mtvU)                        | Half of Us (mtvU)                        | —                                                               | —                                                               | — | —                                                        | —                                                                         | —                                           |

### Mimořádné ceny

#### 2000
Individuální dobrovolnictví
Dale C. Olson (The Actor's Fund)

#### 2004
Vystoupení na filmovém festivalu
Anthony LaPaglia - festival Happy Hour

#### 2007
Mental Health Award
American Dad! – díl „The American Dad After School Special“ (Fox)
Bipolar Disorder Award
Jelly Smoke (Jellysmoke LLC)
PRISM Heritage Award
Melissa Rivers a Joan Rivers, Starting Again
Cena prezidenta EIC
HBO – Addiction Programming Initiative
Larry Stewart Leadership & Inspiration Award
Kevin Reilly, předseda NBC Entertainment

#### 2008
Mental Health Depiction Award
Rodina Sopránů / The Sopranos – díly „The Second Coming“ a „The Blue Comet“ (HBO)
Bipolar Disorder Depiction Award
Michael Clayton (r. Tony Gilroy)

#### 2011
Souborný výkon v seriálu
Peter Krause, Monica Potter a Max Burkholder v Famílie / Parenthood (NBC)
PRISM LUNGevity Award
Báječní a bohatí / The Bold & the Beautiful – Karcinom plic / Lung Cancer (CBS)
Cena Adama „DJ AM“ Goldsteina
Richie Supa
Cana prezidenta EIC
In the Rooms

#### 2014
Souborný výkon v TV filmu nebo minisérii
Octavia Spencer, Ernie Hudson, Jason Ritter, Lea Thompson a Mitch Rouse v Pět příběhů šílenství / Call Me Crazy: A Five Film (Lifetime)